# Killers (1997)
Killers is een Amerikaanse film uit 1997 van The Asylum met Kim Little.

## Verhaal
Ray en zijn vrienden verkopen drugs die ze hebben gestolen en ze verdienen er veel geld mee. Maar buiten worden ze opgewacht door vijf bloeddorstige moordenaars. Ray en de anderen komen vast te zitten in een warenhuis en ze worden constant lastiggevallen door 'The Killers'.

## Rolverdeling
| Acteur             | Personage |
| ------------------ | --------- |
| Kim Little         | Heather   |
| Paul Logan         | Nicky     |
| Erica Ortega       | Suki      |
| Scott Carson       | Dan       |
| Christopher Maleki | Ray       |